# Билгород-Дњистровски
Билгород-Дњистровски (укр. Білгород-Дністровський) град је Украјини у Одеској области. Према процени из 2012. у граду је живело 50.263 становника.
Град се звао Акерман (укр. Аккерман, од осман. тур. Akkerman – „бела тврђава“) од 1503. па до 1918.
Дана 25. септембра 1826, Русија и Османлије овде су потписале Акерманску конвенцију.

## Историја
Град има свог патрона Светог Јована Новог и уз њега народни култ. Александар Добри је за време свог управљања донео његове мошти у Сучаву. Али пољски краљ Јан Собјески однео је свечеве мошти у Пољску 1686. године. Изнад града је стара тврђава, коју је подигао велики румунски владар Стефан Велики.
Град је познат и по Акерманској конвенцији потписаној 22. септембра 1826. године. Конвенцију између Русије и Турске условио је својим ултиматумом марта 1826. године руски цар Николај I. У петој тачки те међудржавне конвенције садржана је обавеза Турске да испуни одредбе Букурештанског мира из 1812. године и да Србима у Србији да извесна права.

## Становништво
Према процени, у граду је 2012. живело 50.263 становника.
| 1979.  | 1989.  | 2001.  | 2012.  |
| ------ | ------ | ------ | ------ |
| 46.795 | 55.631 | 51.890 | 50.263 |